# Nicolas Beaupuy
Nicolas Beaupuy (5 avril 1751 - 19 septembre 1802) est un militaire et homme politique français.

## Biographie
Il naquit le 5 avril 1751 à Saint-Médard-de-Mussidan dans le Périgord dans une famille noble. Il comptait Montaigne au rang de ses ancêtres du côté de sa mère. Il était l'ainé de cinq frères, dont trois moururent pour la Révolution, comme le général Michel de Beaupuy.
Après ses études, il entra en 1767 à 17 ans au service comme sous-lieutenant au régiment  de Dauphin-Dragons. Son avancement fut peu rapide et il resta 22 ans avant d'obtenir le grade de Major, qu'il occupait encore lorsque la Révolution éclata. Il obtient également la Croix de Saint-Louis. La nouvelle organisation de l'armée lui fit obtenir en 1790 celui de lieutenant-colonel dans le régiment de Mestre-de-Camp-Dragons, où il servait depuis quelque temps.
Il se retira dans le département de la Dordogne, où il occupa successivement les postes de commandant de la Garde nationale de sa commune, maire et enfin membre du directoire du département de la Dordogne. Ses nouvelles fonctions ne s'accordant pas avec les opinions des officiers de son corps, il donna sa démission le 27 juillet 1791 après vingt-quatre ans de service.
Peu après, en 1791, il fut nommé député à l'Assemblée législative, et il devient rapidement membre du comité militaire.
Après les événements du 10 août 1792, on l'envoya en mission au camp de Châlons. Le 22 août 1792, reconnaissant que sa décoration blessait les lois de l'égalité, il la déposa sur le bureau de l'Assemblée, pour qu'elle fût convertie en une médaille destinée au premier soldat qui se distinguerait. Il ne fut pas élu membre de la Convention nationale.
Au mois de janvier 1794, il fut accusé d'avoir voté à l'Assemblée législative contre la société des Jacobins, et fut chassé de la société comme modéré. Sous le Directoire, il retourna à Mussidan et fut nommé commissaire près l'administration de son département (président du comité révolutionnaire). La Convention nationale le punit de son humanité de sa conduite en le destituant. Il passa ensuite au Corps législatif, fit partie de la commission des inspecteurs, passa au Conseil des Anciens en l'an VIII (1799) et fit partie du Sénat conservateur après le coup d'État du 18 Brumaire.
Il mourut le 2e jour complémentaire de l'an X (19 septembre 1802) quelques jours après son arrivée dans sa ville natale.

## Sources
- « Nicolas Beaupuy », dans Louis-Gabriel Michaud, Biographie universelle ancienne et moderne : histoire par ordre alphabétique de la vie publique et privée de tous les hommes avec la collaboration de plus de 300 savants et littérateurs français ou étrangers, 2e édition, 1843-1865 [détail de l’édition]
- « Nicolas Beaupuy », dans Adolphe Robert et Gaston Cougny, Dictionnaire des parlementaires français, Edgar Bourloton, 1889-1891 [détail de l’édition]